# CodeVisionAVR
CodeVisionAVR — інтегроване середовище розробки програмного забезпечення для мікроконтролерів сімейства AVR фірми Atmel.

## Можливості
CodeVisionAVR включає у себе наступні компоненти:
- компілятор Сі-подібної мови для AVR;
- компілятор мови асемблер для AVR;
- генератор початкового коду програми, який дозволяє повести ініціалізацію периферійних приладів;
- модуль взаємодії з  платою STK-500;
- модуль взаємодії з програматором;
- редактор початкового коду з підсвіткою синтаксису;
- термінал.

Вихідними файлами CodeVisionAVR являються:
- HEX, BIN або ROM-файл для завантаження у мікроконтроллер за допомогою програматора;
- COFF — файл, котрий містить інформацію для програматора;
- OBJ — файл, у котрім зберігається проміжний код компіляції, так званий об'єктний код.

CodeVisionAVR є комерційним програмним забезпеченням. Існує безкоштовна версія з обмеженням ряду можливостей, зокрема, розмір програмного кода обмежений 4 кілобайтами і не включений ряд бібліотек.
За станом на грудень 2023 року останньою є версія 4.00.
Компилятор Сі, який входиь у склад CodeVisionAVR, має деякі відмінності від AVR-GCC (WinAVR), у тому числі власний синтаксис, набір підтримуючих серій мікроконтроллерів (останні версії підтримують у тому числі серію ATXMega), а також генерує відміннийза швидкодією вихідної код.

## См. також
- AVR
- AVR Studio
- WinAVR

## Зноски
1. ↑  CodeVisionAVR V3 Revision History. Архів оригіналу за 2 вересня 2018. Процитовано 26 лютого 2020. [Архівовано 2018-09-02 у Wayback Machine.]

## Заслання
- Офіційний сайт [Архівовано 25 січня 2020 у Wayback Machine.]